# Sistema di gestione delle risorse umane
Il sistema di gestione delle risorse umane (in inglese: Human Resource Management System, sigla HRMS) è un sistema informatico per la gestione delle risorse umane all'interno di un'azienda.

## Evoluzione
Gli HRMS moderni sono un'evoluzione dei sistemi informativi usati in passato nello stesso ambito, per esempio i DBMS usati per il calcolo della retribuzione e dei benefit e per la registrazione dei dati amministrativi. Gli HRMS integrano le funzioni dei sistemi tradizionali con strumenti volti esplicitamente ad assistere i responsabili del personale nei processi decisionali.
Anche gli HRMS sono database comuni contenenti informazioni sull'azienda, sulle mansioni e sul personale, ma la loro particolarità consiste nel fatto che essi sono integrati con altre componenti quali il sistema esperto, la reingegnerizzazione dei processi aziendali (Business Process Reengineering o BPR) e il Decision support system (DSS) costituendo un sistema con elevata capacità di elaborazione delle informazioni riguardanti tutti gli aspetti concernenti la gestione e lo sviluppo delle risorse umane, ed in grado di fornire al management un valido supporto decisionale.

## Elementi
In sintesi l'HRMS rappresenta un supporto decisionale per le risorse umane costituito da:
- Un database comune di informazioni su variabili legate ai ruoli, alle risorse ed ai processi produttivi. Condiviso da molte o addirittura tutte le funzioni aziendali, esso fornisce un linguaggio comune ed integra tra loro tutti i servizi al personale.
- Una serie di strumenti che rappresentano gli algoritmi e le regole decisionali attraverso le quali elaborare le indicazioni utili ai manager nelle scelte professionali (ad esempio individua le risorse in possesso delle caratteristiche migliori per ricoprire una determinata posizione, o evidenziare i gap più critici esistenti tra profili attesi e competenze effettive nei ruoli chiave).

Caratteristica saliente di un sistema HRMS è la possibilità di essere adattato agli specifici processi e filosofia/metodologia dell'azienda; nel contesto HR la possibilità di aderire ed evolvere nel tempo l'applicazione gestionale in base a requirement ad hoc è un fattore di successo sostanziale, più rilevante rispetto ad applicazioni ERP orientate ad altre funzioni aziendali (amministrative, controllo, logistica crm ecc.)
La modificabilità (o anche flessibilità) di un'applicazione HRMS viene gestita con diversi approcci dai fornitori di HRMS, con diverse peculiarità:
- modifica del codice sorgente: metodo più primitivo e di maggiore impatto; porta velocemente alla perdita della possibilità di aggiornamento della release dell'HMRS
- utilizzo di punti di modifica (user exit): isola le modifiche custom ad aree predefinite dalla progettazione dell'hrms; contiene l'impatto nell'aggiornamento a nuove release del prodotto ma aumenta la complessità/costo di modifica e ne limita fortemente le possibilità (approccio in SAP)
- creazione di oggetti custom: utilizzo di nomenclatura e tool per creare oggetti distinti rispetto a quelli standard del prodotto (approccio possibile per esempio in SAP, Peoplesoft)
- specializzazione di metadati: modifica delle funzionalità, logiche, workflow, tramite configurazione che specializza lo standard dell'applicazione; permette di ridurre fortemente l'impatto per nuove release e permette possibilità molto ampia e a volte completa di adattabilità del sistema (approccio possibile in EcosAgile) - avviamento di sistemi già popolati e quindi con bassissimo impatto in termini di risorse per aumentare la velocità di avviamento pur consentendo ampia adattabilità ai modelli organizzativi interni (approccio di H1 Hrms e in EcosAgile) https://www.bvaluehr.com/